# Julián Contrera
Julián Contrera (Rufino, 10 maggio 2003) è un calciatore argentino, attaccante del Sarmiento (J) in prestito dal Newell's Old Boys.

## Caratteristiche tecniche
È un centravanti.

## Carriera
Contrera è cresciuto nel settore giovanile del Newell's Old Boys, che lo ha acquistato dal Ben Hur. Ha debuttato in prima squadra l'8 luglio 2023 nell'incontro di Primera División vinto 1-0 contro il Central Córdoba (SdE).

## Statistiche

### Presenze e reti nei club
Statistiche aggiornate al 2 aprile 2024.
| Stagione        | Squadra           | Campionato      | Campionato | Campionato | Coppe nazionali | Coppe nazionali | Coppe nazionali | Coppe continentali | Coppe continentali | Coppe continentali | Altre coppe | Altre coppe | Altre coppe | Totale | Totale | Totale |
| Stagione        | Squadra           | Comp            | Pres       | Reti       | Comp            | Pres            | Reti            | Comp               | Pres               | Reti               | Comp        | Pres        | Reti        | Pres   | Reti   |        |
| --------------- | ----------------- | --------------- | ---------- | ---------- | --------------- | --------------- | --------------- | ------------------ | ------------------ | ------------------ | ----------- | ----------- | ----------- | ------ | ------ | ------ |
| 2023            | Newell's Old Boys | PD              | 4          | 0          | CA+CdL          | 0               | 0               | CS                 | 0                  | 0                  |             | -           | -           | 4      | 0      |        |
| 2024            | Newell's Old Boys | PD              | 0          | 0          | CA+CdL          | 0               | 0               |                    | -                  | -                  |             | -           | -           | 0      | 0      |        |
| Totale carriera | Totale carriera   | Totale carriera | 4          | 0          |                 | 0               | 0               |                    | 0                  | 0                  |             | -           | -           | 4      | 0      |        |